# Усколь
Усколь — упразднённый железнодорожный разъезд (населённый пункт) в Тындинском районе Амурской области России. На момент упразднения входил в состав Олёкминского сельсовета. Исключен из учётных данных в 1988 году.

## География
Железнодорожный разъезд располагался правом берегу реки Хани у одноимённого разъезда на участке Хани — Февральск Дальневосточной железной дороги, на расстоянии примерно 28 километров (по прямой) к западу от поселка Олёкма.

## История
Решением Амурского исполкома от 20 января 1988 года № 14, железнодорожный разъезд Усколь исключен из учётных данных.